# Islas Ildefonso
Islas Ildefonso är öar i Chile.   De ligger i regionen Región de Magallanes y de la Antártica Chilena, i den södra delen av landet, 2 400 km söder om huvudstaden Santiago de Chile.
Trakten runt Islas Ildefonso består i huvudsak av gräsmarker. Trakten runt Islas Ildefonso är nära nog obefolkad, med mindre än två invånare per kvadratkilometer.